# Daroț
Daroț (węg. Daróc) – wieś w Rumunii, w okręgu Kluż, w gminie Unguraș. W 2011 roku liczyła 23 mieszkańców.